# CNN
케이블 뉴스 네트워크(영어: Cable News Network), 또는 줄여서 CNN은 미국의 보도전문채널로, 유선 방송망 등을 통해 24시간 동안 뉴스 프로그램을 보도한다. 직원 수는 약 4,000여 명이며, 주요 경쟁사는 폭스 뉴스, MSNBC가 있다. 본사는 뉴욕에 있다.
기업인 테드 터너가 1980년 6월 1일에 설립했으며, 현재는 미디어 기업 워너 브라더스 디스커버리 산하에 있다.

## 역사
CNN이 설립되기 전에 미국인들은 뉴욕에 있는 3대 방송사(NBC, ABC, CBS)가 정해 놓은 시간에만 뉴스를 볼 수 있었다. 그래서 창립자 테드 터너는 '모든 사람이 자기가 원하는 시간에 마음대로 뉴스를 볼 수 있도록' 하는 것을 목표로 세계 최초 24시간 뉴스 채널을 설립했다고 한다.
개국 당시에는 당시 생소한 24시간 뉴스 전문 방송 시스템이 받아들여지지 않았고, 많은 사람들이 CNN의 실패를 예견하였다. 미국 사람들이 CNN에 처음 눈길을 돌린 것은 1980년 12월 8일, 비틀즈 前 멤버 존 레넌이 뉴욕에서 총격을 당했을 때였다. 이때 CNN은 개국한 지 6개월 남짓 지난 뒤였다. 충격에 사로잡힌 팬들은 CNN을 보면 이 사건이 어떻게 진행되고 있는지 실시간에 알 수 있다는 사실을 깨달았다. TV 뉴스라고는 오직 거대 방송국과 그 제휴 방송사들이 정해 놓은 시간에만 보는 것으로 알았던 사람들에게 큰 변화였다.
이란에서 인질로 피랍되었던 미국인들이 풀려난 사건, 에어 플로리다 항공사의 제트기가 워싱턴 D.C. 포토맥 강에 빠진 사건, 플로리다 상공에서 우주 왕복선 챌린저 우주왕복선이 폭발한 사건 등이 벌어질 때마다 사람들은 CNN으로 채널을 돌렸고, CNN은 차츰 화제 사건들을 24시간 집중 보도하는 믿을 만한 방송국으로 명성을 얻었다.
1990년 8월 2일 걸프 전쟁이 벌발하여 미국의 F-117 전투기들이 이라크 바그다드를 맹폭격할 때, 포위된 이라크 수도나 전투 지역 인근에서 송신 되는 CNN의 생생한 영상과 소식들은 1,150만 시청자들의 눈을 TV에 고정 시켰다. 현재 CNN은 세계에서 가장 명성 높은 TV 뉴스 보도 매체 가운데 하나다. 그 후 CNN 헤드라인 뉴스, 경제, 스포츠 등에 집중한 전문 부속 채널들이 생겼고 스페인어, 튀르키예어 등의 외국어 CNN 채널도 만들어졌다. 라디오 방송국들과 다양한 웹사이트들도 여기에 가세했다. 현재 미국 내 7,800만 시청자, 전 세계 1억 명 이상의 시청자들이 CNN을 시청할 수 있다고 한다. 어린이들이 보는 어린이 CNN도 만들어졌다.

## 성향
창립자 테드 터너의 성향을 따라서 CNN은 일관되게 진보 성향을 띠고 있다. 하지만 CNN이 타임 워너(Time Warner) 및 AOL 산하로 들어가게 되면서 과거에 비해서 테드 터너의 영향력은 많이 줄어들었다. 그래도 성향 자체는 크게 바뀌진 않았다. Allsides 사이트의 미디어 평향 분석에 의하면, CNN Opinion은 진보, CNN Online News는 중도로 분류되었다.

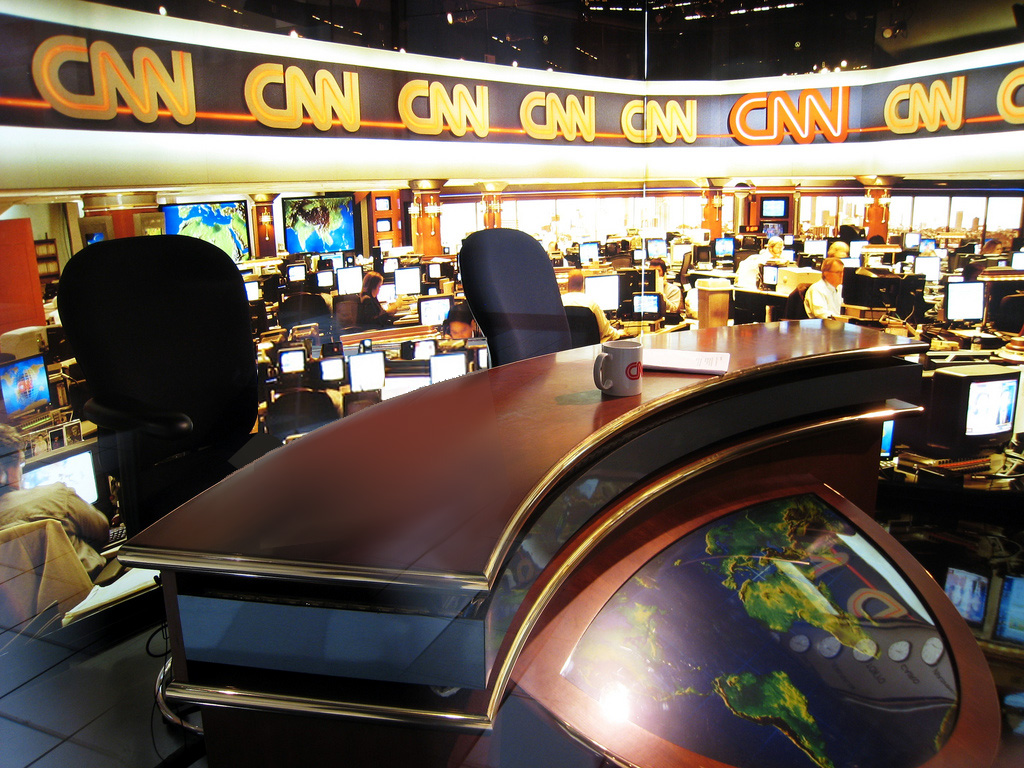
CNN 방송국 모습

2016년 미국 대통령 선거 이후에도 도널드 트럼프에 대한 비판적인 기사를 많이 낸 것은 하버드 케네디 스쿨의 연구에 의해서 확인되었다. 이 연구에 따르면 CNN은 트럼프에 부정적인 기사가 93%였으며, 그 이전의 대통령과 비교해도 현저하게 높은 수치이다.
초기에는 유일한 24시간 뉴스 채널로서 인기를 독점했지만, 경쟁사인 MSNBC와 폭스 뉴스가 개국하면서 미국 내 영향력은 예전보다 축소된 편이다. 다만 이건 미국 한정으로, 일단은 24시간 뉴스 채널의 원조고 인지도 자체도 타 방송사 대비 압도적이다 보니, 범 세계적으론 유럽, 아시아, 아프리카 등지에서 BBC 월드 뉴스 다음 가는 점유율을 보이고 있다.

## CNN의 채널
CNN은 미국 국내용으로 방송하는 CNN US와 미국 외의 전 세계로 방송되는 CNN 인터내셔널로 나뉜다. 자매채널로 HLN이 있다. 이들 채널은 각각 별도의 프로그램으로 방송되지만, 앤더슨 쿠퍼 360°같은 일부 프로그램은 CNN US와 CNN 인터내셔널과 동시에 방송되기도 한다.
CNN US는 미국 국내용으로 방송되기 때문에 미국 내의 소식, 특히 미국 정치와 사회를 중심으로 다룬다. 새벽 시간대에는 미국내의 범죄 및 사회 다큐멘터리가 방송되기도 한다. 대한민국에서도 U+ TV 204번, 딜라이브 231번, HCN 443번을 통해 송출되고 있다.
CNN 인터내셔널은 세계 각지의 소식의 비중이 높다. 방송 스튜디오도 미국 애틀랜타를 넘어 영국 런던, 홍콩 등에서도 진행하고 있다. 보통 한국 시간 기준 오전 시간대에는 영국 런던·미국에서 생방송으로 진행되고 한국 시간 기준 오후 시간대에서는 홍콩을 중심으로 한 아시아 지역에서 방송한다. 이 밖의 시간대에서는 주요 뉴스 재방송을 방송한다. 영국·호주 출신 앵커들도 많이 출연하기 때문에 미식 영어 위주인 CNN US와 다르게 영국 영어나 오스트레일리아 영어 등도 접할 수 있다.
그리고 영어 외에 기타 외국어로 방송하는 채널도 있으며, 대표적으로 스페인어로 방송하는 CNN 엔 에스파뇰(CNN en Español), CNN 칠레 (CNN Chile), 튀르키예어로 방송하는 CNN 튀르크(CNN Türk), 인도네시아어로 방송하는 CNN 인도네시아(CNN Indonesia), 영어, 타갈로그어를 병용하는 CNN 필리핀(CNN Philippines), 포르투갈어로 방송되는 CNN 브라질(CNN Brasil)이 있다.

## CNN US의 주요 방송 프로그램

### 평일
am은 오전, pm은 오후를 의미한다.
| 동부 표준시 | 프로그램                             | 간략한 프로그램 설명 |
| ----------- | ------------------------------------ | --- |
| 5am - 6am   | Early Start                          | 평일 새벽에 방송되는 미국 조간 프로그램 |
| 6am - 9am   | CNN This Morning                     | 미국 아침 뉴스 프로그램 |
| 9am - 12pm  | CNN Newsroom                         | 오전, 오후 시간대의 방송되는 미국 뉴스 프로그램으로 방송 캐스터는 무작위로 진행한다. |
| 1pm - 2pm   | Wolf                                 | 울프 블리쳐 앵커가 진행하는 미국 뉴스 프로그램. CNN 인터네셔널에서도 한국 시각 기준 매주 화요일 ~ 토요일 오전 3시에 방송한다. (일광절약시간대 시기에서는 오전 2시에 방송한다.)                                                 |
| 2pm - 4pm   | CNN Newsroom                         | 오전, 오후 시간대의 방송되는 미국 뉴스 프로그램으로 방송 캐스터는 무작위로 진행한다. |
| 4pm - 5pm   | The Lead with Jake Tapper            | 제이크 태퍼(Jake Tapper) 앵커가 진행하는 미국 뉴스 프로그램 |
| 5pm - 7pm   | The Situation Room with Wolf Blitzer | CNN 워싱턴 D.C. 스튜디오에서 제작되며 울프 블리쳐 앵커가 미국에서 있었던 사회 현안을 분석하는 미국 뉴스·보도 프로그램이다. |
| 7pm - 8pm   | Erin Burnett OutFront                | 에린 버넷 앵커가 진행하는 미국 뉴스 프로그램 |
| 8pm - 10pm  | Anderson Cooper 360°                 | 앤더슨 쿠퍼 앵커가 진행하는 미국 시사·보도 프로그램. CNN 인터네셔널에서도 한국 시각 기준 화요일 ~ 토요일 오전 10시에 방송한다. (일광절약시간대 시기에서는 오전 11시에 방송한다.)                                               |
| 10pm - 12am | CNN Tonight                          | CNN 앵커가 진행하는 미국 뉴스 프로그램. CNN 인터네셔널에서도 한국 시각 기준 화요일 ~ 금요일 오후 12시, 토요일은 오전 11시에 방송한다. (일광절약시간대 시기에서는 화요일부터 금요일은 오후 1시, 토요일은 오전 12시에 방송한다.) |

### 주말
am은 오전, pm은 오후를 의미한다.
| 동부 표준시         | 프로그램                            | 간략한 프로그램 설명 |
| ------------------- | ----------------------------------- | --- |
| 6am - 9am           | CNN This Morning Weekend            | 주말 아침 미국 뉴스 프로그램 |
| 9am - 10am          | Smerconish                          | 마이클 스머코니쉬(Michael Smerconish) 평론가가 진행하는 주간 미국 시사·보도 프로그램. CNN 인터네셔널에서도 한국 시각 기준 토요일 오후 11시에 방송한다. (일광절약시간대 시기에서는 오후 10시에 방송한다.)                                      |
| 10am - 5pm          | CNN Newsroom US                     | 오전, 오후 시간대에 방송되는 미국 뉴스 프로그램으로 방송 캐스터는 무작위로 진행한다. |
| 6pm - 7pm (재방송)  | Smerconish                          | 마이클 스머코니쉬(Michael Smerconish) 평론가가 진행하는 주간 미국 시사·보도 프로그램 |
| 7am - 8am           | CNN Newsroom US                     | 오전, 오후 시간대의 방송되는 미국 뉴스 프로그램으로 방송 캐스터는 무작위로 진행한다. |
| 8am - 9am           | Inside Politics with John King      | 존 킹(John King) 앵커가 진행하는 주간 미국 시사·보도 프로그램 |
| 9am - 10am          | State of the Union with Jake Tapper | 제이크 테퍼(Jake Tapper) 앵커가 CNN 워싱턴 D.C. 스튜디오에서 진행하는 미국 시사·보도 프로그램. CNN 인터네셔널에서도 한국 시각 기준 일요일 오후 11시에 방송한다. (일광절약시간대 시기에서는 오전 12시에 방송한다.)                             |
| 10am - 11am         | Fareed Zakaria GPS                  | 파리드 자카리아 평론가가 진행하는 국제 뉴스. 생방송은 한국 시각 기준 월요일 오전 12시에 방송하고 일광절약시간대 시기에서는 일요일 오후 11시에 방송한다. (본방송은 일요일 오전 12시에 방송하고 일광절약시간대 시기에서는 오후 9시에 방송한다.) |
| 11am - 12pm         | Reliable Sources with Brian Stelter | 브라이언 스텔터(Brian Stelter) 기자가 진행하는 미국 시사·보도 프로그램. CNN 인터네셔널에서도 한국 시각 기준 월요일 오전 1시에 방송한다. (일광절약시간대 시기에서는 오전 12시에 방송한다.)                                                     |
| 12pm - 1pm (재방송) | State of the Union with Jake Tapper | 제이크 테퍼(Jake Tapper) 앵커가 CNN 워싱턴 D.C. 스튜디오에서 진행하는 미국 시사·보도 프로그램. |
| 1pm - 2pm (재방송)  | Fareed Zakaria GPS                  | 파리드 자카리아 평론가가 진행하는 세계 뉴스. |
| 2pm - 7pm           | CNN Newsroom US                     | 오전, 오후 시간대에 방송되는 미국 뉴스 프로그램으로 방송 캐스터는 무작위로 진행한다. |

### 종영 프로그램
| 프로그램          | 방송 기간 | 간략한 프로그램 설명 |
| ----------------- | --------- | --- |
| AC360° Later      | 2013-2014 | Anderson Cooper 360°의 본 방송이 끝나고 4명의 패널들이 토론을 진행하는 심야 프로그램. 2014년 2월에 종영하였다.                                                 |
| Larry King Live   | 1985-2010 | 래리 킹이 진행하는 인터뷰 프로그램으로 CNN에서 가장 오랫동안 방송되었던 프로그램으로, 백만 명 이상의 시청자를 보유하였다.                                      |
| Piers Morgan Live | 2011-2014 | 래리 킹 라이브의 후속 프로그램으로, 영국의 일간지 '데일리 미러' 편집장 출신 방송인인 피어스 모건이 진행하는 인터뷰 프로그램이다. 2014년 3월 28일에 종영하였다. |

## CNN 효과
CNN 효과 (en:CNN Effect)는 CNN이 정치 및 사회에 미치는 영향력을 나타낸 시장경제학 용어이다.
이 용어가 처음 등장한 시기는 1991년으로 걸프전쟁 당시 CNN에서 수많은 폭격이 있었던 이라크 바그다드 시내의 모습을 전하면서 수많은 사람들이 CNN의 방송에 집중하면서, 동시에 소비가 감소하여 미국 경제에 부정적인 영향을 미치면서 이 용어가 생겨났다.
오늘날에는 이 의미가 확대되어 CNN이 전 세계의 주요 사건, 사고를 생중계하면서 전세계의 해당 국가의 정책에 크게 영향을 미치거나 해당 사건의 결과까지 좌우되는 현상을 말하는 용어로 전환되었다.
더불어 시청자가 오로지 CNN에서 방송한 내용만을 믿어 오로지 미국적인 시각에만 얽매이게 되는 의미로도 사용되고 있다.

## 같이 보기
- CNN 인터내셔널
- 보도전문채널